# Melchior-Ignace-Pie de Faramond
Melchior-Ignace-Pie de Faramond, francoski general, * 1881, † 1968.